# ایوالت فون کلایست
پاول لودویگ ایوالت فون کلایست (به آلمانی: Paul Ludwig Ewald von Kleist) (۸ اوت ۱۸۸۱ – ۱۳ نوامبر ۱۹۵۴) نظامی و فیلدمارشال آلمانی در دوره رایش سوم بود که فرماندهی یگان‌های مختلفی را در جریان جنگ جهانی دوم بر عهده داشت.

## سال‌های اولیه
روز ۸ اوت سال ۱۸۸۱ در شهر بروانفلس و در خانواده‌ای با سابقه دیرینه نظامی‌گری چشم به جهان گشود. پدر او مدیر مدرسه بود. سال ۱۹۰۰ به عنوان دانشجو-افسر به قوای توپخانه نیروی زمینی امپراتوری آلمان پیوست. ماه اوت سال ۱۹۰۱ به درجه ستوان دومی ترفیع یافت. ماه ژانویه سال ۱۹۱۰ با درجه ستوان یکمی برای سه سال وارد دانشکده جنگ شد. با دریافت ترفیع به درجه سروانی به هنگ ۱ سواره‌نظام ملحق گردید. در جریان جنگ جهانی اول در جبهه شرقی حضور پیدا کرد و ماه اوت سال ۱۹۱۴ با هنگ خود در نبرد تاننبرگ به نبرد پرداخت. در ادامه وظایف ستادی مختلفی بر عهده گرفت و سال ۱۹۱۷ به ریاست ستاد لشکر نخبه سواره‌نظام محافظ رسید.

## رایشسور
بین سال‌های ۱۹۲۲ تا سال ۱۹۲۶ مدرس دانشکده سواره نظام در هانوفر بود. در نهایت به فرماندهی این دانشکده رسید و در ماه دسامبر سال ۱۹۲۶ به درجه سرگردی ترفیع یافت. پس از ستدی وظایف ستادی دیگر، سال ۱۹۲۹ با دریافت درجه سرهنگی به فرماندهی هنگ ۹ پیاده‌نظام در پوتسدام منصوب گشت. ماه ژانویه سال ۱۹۳۲ به درجه سرتیپی نائل آمد و فرمانده لشکر دوم سواره‌نظام در برسلاو شد.

## ورماخت
ترفیع درجات:
- ۱۰ اوت ۱۹۰۱: ستوان دوم
- ژانویه ۱۹۱۰: ستوان یکم
- ۲۲ مارس ۱۹۱۴: سروان
- ۱ فوریه ۱۹۲۲: سرگرد
- ۱ دسامبر ۱۹۲۶: سرهنگ دوم
- ۱ اکتبر ۱۹۲۹: سرهنگ
- ۱ اکتبر ۱۹۳۲: سرتیپ
- ۱ دسامبر ۱۹۳۳: سرلشکر
- ۱ اوت ۱۹۳۶: سپهبد (ژنرال سواره‌نظام)
- ۱۹ ژوئیه ۱۹۴۰: ارتشبد
- ۱ فوریه ۱۹۴۳: فیلدمارشال

روز ۱ اکتبر سال ۱۹۳۳ به درجه سرلشکری و روز ۱ اوت سال ۱۹۳۶ به درجه سپهبدی (ژنرال سواره‌نظام) ترفیع یافت. با توجه به عدم اطمینان نسبت به وفاداری، ماه فوریه سال ۱۹۳۸ مجبور به بازنشستگی از خدمت شد.

### جنگ جهانی دوم

#### لهستان
ماه اوت سال ۱۹۳۹ مجدداً به خدمت فراخوانده و فرماندهی سپاه ۲۲ موتوریزه به او محول شد. نیروهای تحت امر او به عنوان بخشی از گروه ارتش جنوب در جریان تهاجم آلمان به لهستان، این کشور را مورد تهاجم قرار دادند.

#### فرانسه
در جریان نبرد فرانسه، به فرماندهی یک یگان عمده زرهی موسوم به گروه زرهی کلایست متشکل از سه سپاه دارای مجموعاً ۵ لشکر زرهی و ۳ لشکر پیاده‌نظام موتوریزه با قریب به ۳ هزار تانک، برگزیده گشت. گروه زرهی کلایست نقش محوری در حمله به کشورهای سفلی و فرانسه داشت. در رخنه نیروهای آلمانی به خط تدافعی متفقین در جنگل‌های آردن، گروه زرهی کلایست نقش سرنیزه زرهی را ایفا کرد. نیروهای فون کلایست روز ۱۲ مه سال ۱۹۴۰ با گذر از رود موز وارد خاک فرانسه شدند و به حرکت با سمت کانال مانش ادامه دادند. فون کلایست روز ۲۲ مه خود را به ار سنت اومر رساند اما به دستور فرماندهی گروه ارتش متوقف شد. با اتمام موفقیت‌آمیز مرحله نخست عملیات، روز ۱۵ مه مفتخر به دریافت نشان صلیب شوالیه صلیب آهنین گشت. گروه زرهی کلایست با کسب پیروزی‌های دیگری در مقابل فرانسوی‌ها، روز ۲۹ ژوئن در مرز اسپانیا به اقیانوس اطلس رسید. فون کلایست به جهت مشارکت قابل ملاحظه در این پیروزی، روز ۱۹ ژوئیه سال ۱۹۴۰ به درجه ارتشبدی نائل آمد.

#### یوگسلاوی
فون کلایست ماه آوریل سال ۱۹۴۱ گروه زرهی خود را در تهاجم به یوگسلاوی رهبری نمود که به تسلیم شدن این کشور تنها در عرض ۹ روز انجامید.

#### شوروی

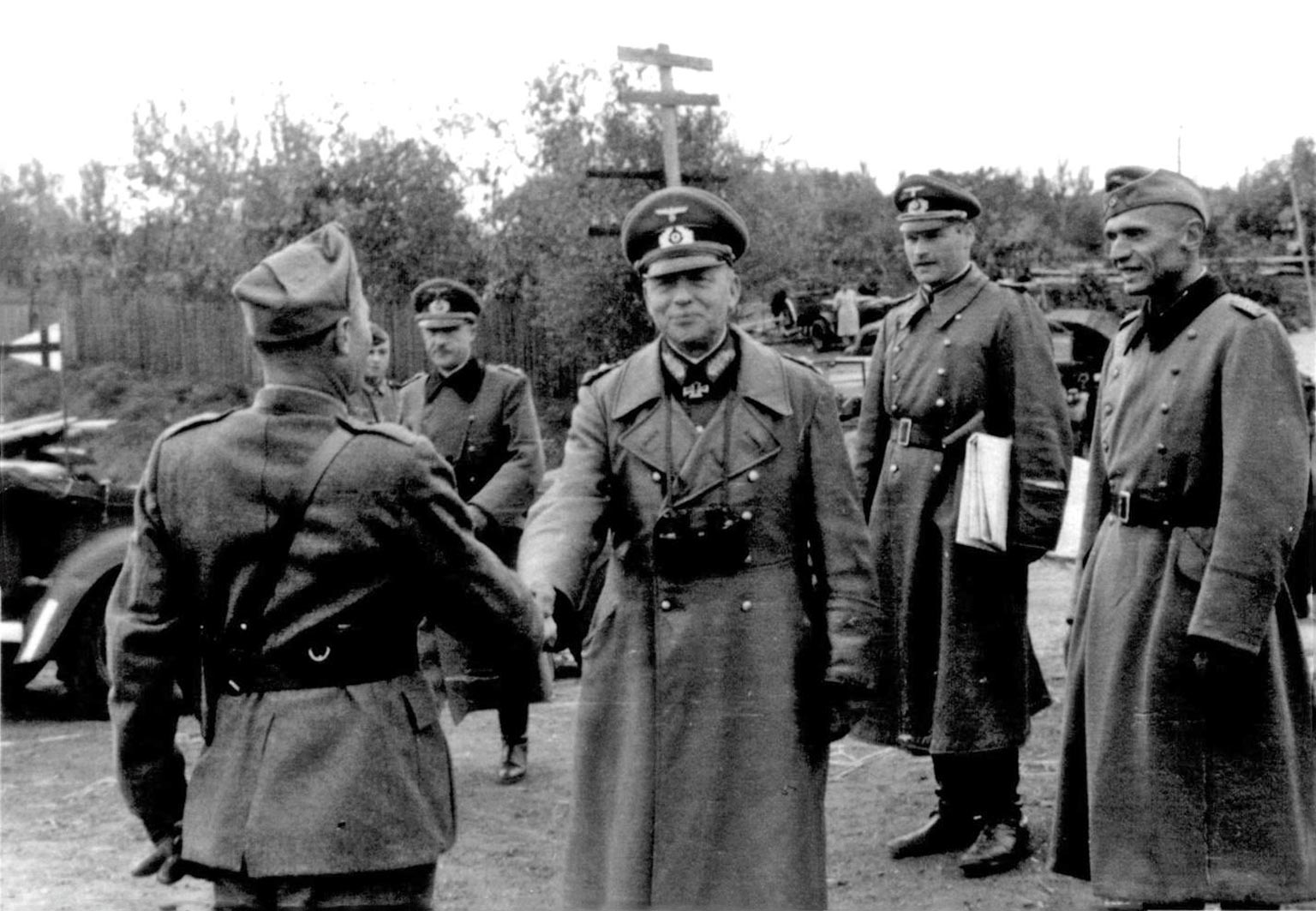
ارتشبد فون کلایست در دیدار با یک افسر ایتالیایی، دنیپرپتروفسک، ۱۹۴۱

ارتشبد فون کلایست در جریان عملیات بارباروسا، تهاجم آلمان به شوروی که از ۲۲ ژوئن سال ۱۹۴۱ آغاز شد، فرماندهی گروه زرهی ۱ از گروه ارتش جنوب را بر عهده داشت. نیروهای او به قصد سلطه بر کی‌یف، نقش سرنیزه زرهی گروه ارتش را ایفا می‌کردند. روز دوم عملیات با شکست دفاع مرزی توسط پیاده‌نظام، نیروهای فون کلایست وارد خاک شوروی شدند. در مواجهه با ضد حملات ارتش سرخ، این نیرو در عرض ده روز ۱۲۰۰ تانک دشمن را از میان بردند. با وجود مقاومت شدید دشمن، فون کلایست در محور کی‌یف به تدریج در خطوط آن نفوذ نمود و در نهایت در پشت خطوط مقدم ارتش سرخ به آزادی در تحرک دست یافت. او سپاه ۳ موتوریزه را جهت سلطه بر کی‌یف به عنوان گذرگاه رود دنیپر اعزام کرد. درحالیکه در این زمان هیتلر خواهان تصرف سریع کی‌یف توسط او بود، فون کلایست اوایل ماه ژوئیه به دستور فرماندهی گروه ارتش جنوب، نیروهای خود را از غرب کی‌یف به سمت جنوب چرخش داد تا قوای دشمن را در ناحیه اومان به محاصره درآورد. این اقدام موجب غافل‌گیری عملیاتی دشمن شد. هیتلر نیز در نهایت به این نتیجه رسید که از قوای زرهی فون کلایست جهت یورش مستقیم به شهر بسیار مستحکم کی‌یف استفاده نکند. با ضد حمله ارتش سرخ از جانب رود دنیپر، فون کلایست وادار شد سپاه ۱۴ موتوریزه را مجدداً متوجه شرق کند تا تنها سپاه ۴۸ موتوریزه به حرکت به سمت اومان ادامه دهد. ضد حمله شوروی نتوانست موجب توقف حرکت فون کلایست شود.
پس تکمیل و انهدام محاصره اومان، فون کلایست دوباره رو به رود دنیپر آورد. طبق فرمان فرماندهی عالی نیروی زمینی آلمان، فون کلایست موظف شد با عبور از دنیپر به سمت شمال حرکت کند تا در همکاری با نیروهای ارتشبد هاینتس گودریان از شمال، محاصره دیگر علیه دشمن در ناحیه کی‌یف ایجاد گردد. تا این زمان تنها ۳۳۱ تانک گروه زرهی او معادل ۵۳ درصد میزان روز ۲۲ ژوئن، به صورت عملیاتی باقی مانده بود. فون کلایست سپاه ۴۸ موتوریزه را مأمور به گذر از دنیپر در پشت سر ارتش هفدهم از ناحیه کرمنچوک کرد. بارندگی و گل‌آلود شدن راه‌ها پیشروی نیروهای او را با اختلال مواجه ساخته بود. همین مسئله سبب شد نقطه اتصال برنامه‌ریزی‌شده ۵۰ کیلومتر به جنوب منتقل شود. در نهایت نیروهای زرهی فون کلایست روز ۱۳ سپتامبر به قوای گودریان در گروه زرهی ۲ متصل گشتند و محاصره ناحیه کی‌یف را تکمیل کردند.
یگان زرهی ارتشبد فون کلایست روز ۶ اکتبر با ارتقا سطح، به «ارتش یکم زرهی» تغییر عنوان داد. هدف بعدی او روستوف-نا-دونو بود. به هر صورت، در جریان پیشروی در عمق اراضی روسیه، فرسایش بالا، خرابی‌های مکانیکی ادوات و طول بیش از حد خطوط تدارکاتی، ارتش زرهی تحت امر فون کلایست را تا هنگام رسیدن به روستوف-نا-دونو در میانه ماه نوامبر، به شدت تضعیف کرد. پس از سه روز نبرد، نیروهای او این شهر را روز ۲۰ نوامبر تصرف نمودند. با این وجود، در مقابل ضد حملات قدرتمند دشمن، فون کلایست قادر به حفظ شهر نشد. به هر صورت، روز ۱۷ نوامبر سال ۱۹۴۲ برگ‌های بلوط به نشان صلیب شوالیه او افزوده شد.
ماه مه سال ۱۹۴۲، فون کلایست نقشی کلیدی در نبرد دوم خارکوف ایفا کرد. دو ارتش زرهی تحت فرماندهی او ضد حمله بهاره ارتش سرخ را در این ناحیه متوقف ساختند و حدود ۲۵۰ هزار نفر از قوای دشمن را به اسارت گرفتند. در جریان مورد آبی، عملیات تهاجمی ورماخت به سمت میدان‌های نفتی قفقاز در جنوب، فون کلایست هدایت ارتش یکم زرهی متشکل از هشت لشکر را بر عهده داشت. سرنیزه زرهی او تا اوایل ماه اوت به مایکوپ در شمال قفقاز رسید اما ماه بعد پیشروی در رود ترک متوقف گردید. فون کلایست در این موقعیت در برابر دشمنانی بسیار قدرتمندتر قرار گرفته بود درحالیکه خطوط تدارکاتی او بسیار طولانی شده بود و نیروی کمکی و سوخت مورد نیاز او مکرراً به نبردگاه استالینگراد منتقل می‌گشت. روز ۵ نوامبر سال ۱۹۴۲، لشکر سیزدهم زرهی از ارتش زرهی فون کلایست به پنج کیلومتری اوردژونیکیدزه در اوستیای شمالی رسید. این محل شرقی‌ترین نقطه‌ای بود که ورماخت به آن دست یافت.
ارتشبد فون کلایست روز ۲۱ نوامبر سال ۱۹۴۲ به فرماندهی گروه ارتش آ منصوب و مأمور به حفظ جنوبی‌ترین مواضع در قفقاز شد. این در حالی بود که با ادامه نبرد در استالینگراد، خطوط پشت سر او مداوما در خطر قطع شدن توسط دشمن قرار داشت. فون کلایست روز ۱ فوریه سال ۱۹۴۳ به درجه فیلدمارشالی ترفیع یافت. پس از شکست ورماخت در استالینگراد، فون کلایست در نهایت مجوز عقب کشیدن نیروهای ۴۰۰ هزار نفری خود را دریافت کرد. این عقب‌نشینی تا رود دنیپر به شکل ماهرانه‌ای توسط او انجام گرفت.

## پس از جنگ
فیلدمارشال فون کلایست، به عنوان تنها فیلدمارشال آلمانی، سال ۱۹۵۴ در اسارت شوروی درگذشت.